# Простір Фрідмана
Простір Фрідмана (рос. Пространство Фридмана) — оповідання сучасного російського письменника Віктора Пелевіна, вперше опубліковане в 2008 році, частина книги «П5: прощальні пісні політичних пігмеїв Піндостана».

## Сюжет
Оповідання Пелевіна пізнього періоду поєднує пародійно науково-популярний виклад нібито з переднього краю науки з викриттям олігархів і ФСБ.
Виявляється, аналогічно з космологічними ефектами гравітації, відкритими О. О. Фрідманом, Стівеном Гокінгом і іншими, існують і ефекти тяжіння грошей до грошей. Це, нібито, встановлено експериментально в небезпечних дослідах на людях. Більш того, якщо сума дуже велика, як в дослідах ФСБ по даній темі, утворюється щось на зразок чорної діри, куди «баблонавт» (носій грошей) потрапляє, опустившись за горизонт Шварцмана, мабуть, аналогічний сфері Шварцшильда в космології.
Єдині візуальні дані з-під горизонту Шварцмана є зображенням нічим не примітного коридору.